# Oresjene (Lovetsj)
Oresjene (Bulgaars: Орешене) is een dorp in Bulgarije. Het dorp maakt administratief deel uit van de gemeente Jablanitsa in de oblast Lovetsj. Het dorp ligt hemelsbreed 51 km ten westen van de stad Lovetsj en 75 km ten noordoosten van de hoofdstad Sofia.

## Bevolking
Op 31 december 2020 telde het dorp Oresjene 337 inwoners, een aantal dat sinds 1985 min of meer stabiel is gebleven. Het aantal inwoners vertoonde vele jaren een gestaag dalende trend: in 1934 had het nog 902 inwoners.
| Bevolkingsontwikkeling tussen 1934 en 2020          |
| --------------------------------------------------- |
|                                                     |
| Bron: Nationaal Statistisch Instituut van Bulgarije |

In het dorp wonen etnische Bulgaren en Roma. In 2011 identificieerden 153 van de 305 ondervraagden zichzelf met de "Bulgaarse etniciteit", terwijl 148 ondervraagden zichzelf "Roma" noemden. 
| Etnische samenstelling van de respondenten (2011) | Etnische samenstelling van de respondenten (2011) | Etnische samenstelling van de respondenten (2011) | Etnische samenstelling van de respondenten (2011) | Etnische samenstelling van de respondenten (2011) |
| ------------------------------------------------- | ------------------------------------------------- | ------------------------------------------------- | ------------------------------------------------- | ------------------------------------------------- |
|                                                   |                                                   |                                                   |                                                   |                                                   |
| Bulgaren                                          | Bulgaren                                          |                                                   | 50,2%                                             | 50,2%                                             |
| Turken                                            | Turken                                            |                                                   | 0,0%                                              | 0,0%                                              |
| Roma                                              | Roma                                              |                                                   | 48,5%                                             | 48,5%                                             |
| Anders/Onbekend                                   | Anders/Onbekend                                   |                                                   | 1,3%                                              | 1,3%                                              |

## Afbeeldingen

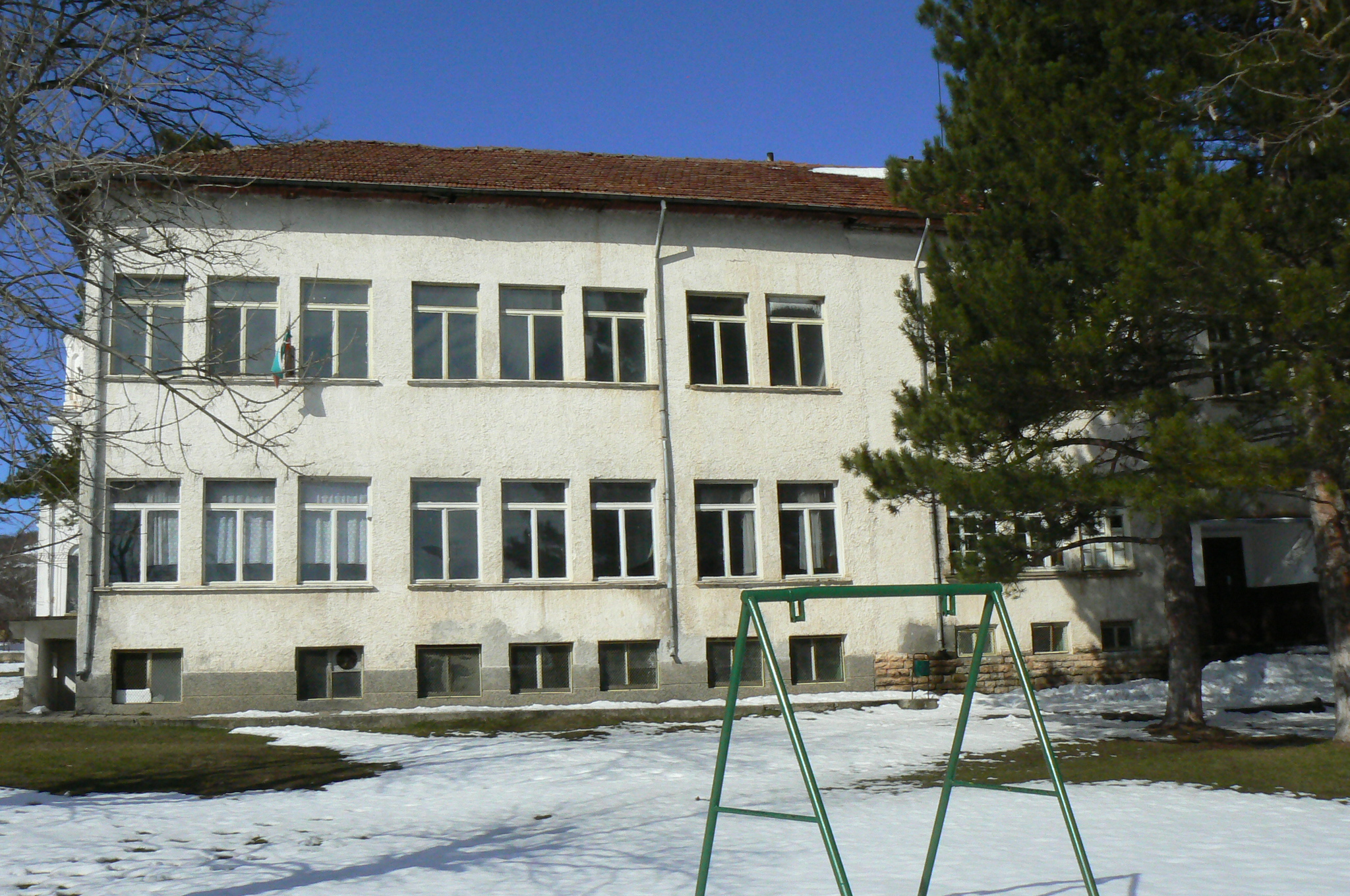
Het referentiebibliotheek
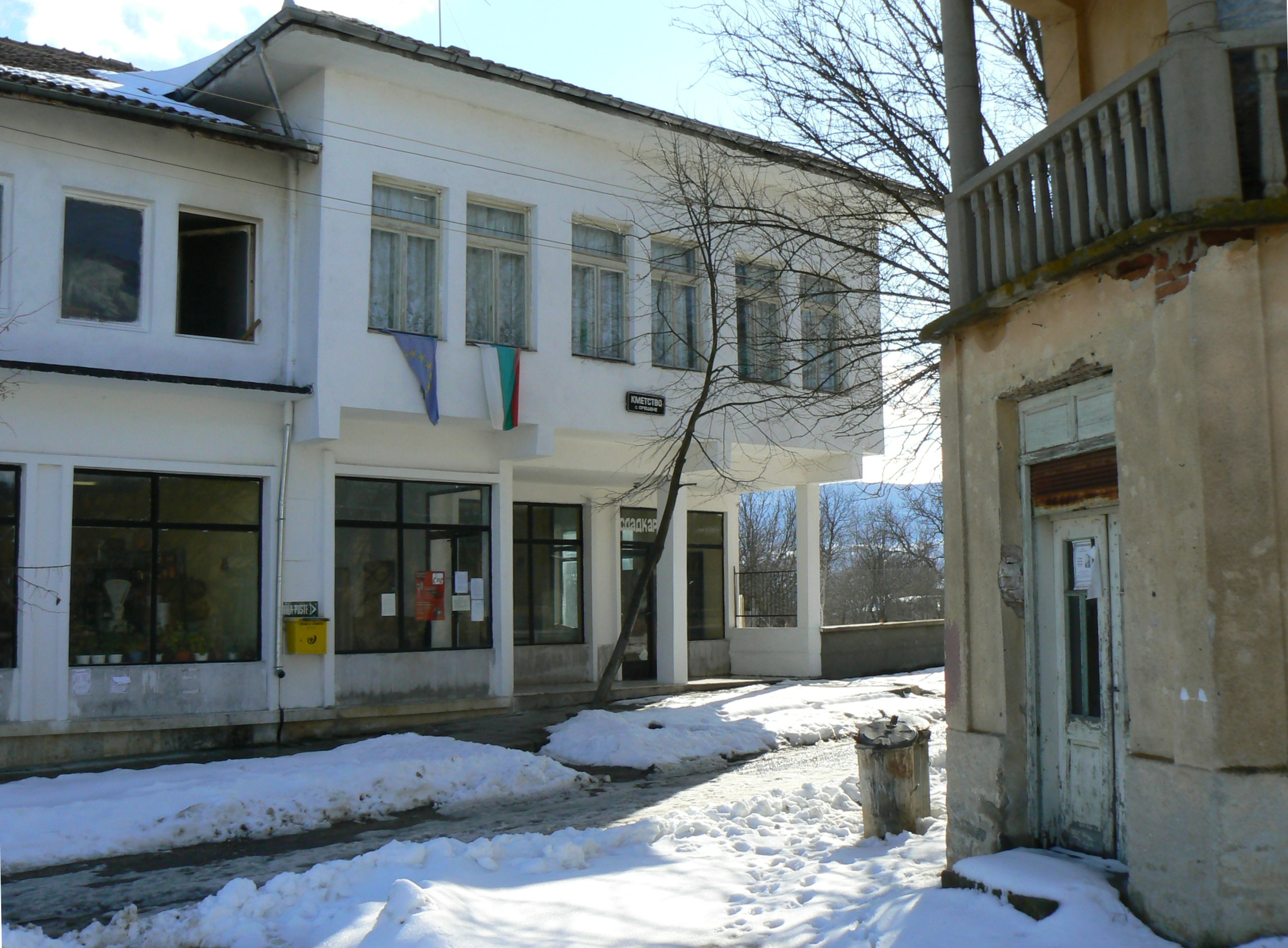
Het dorpshuis
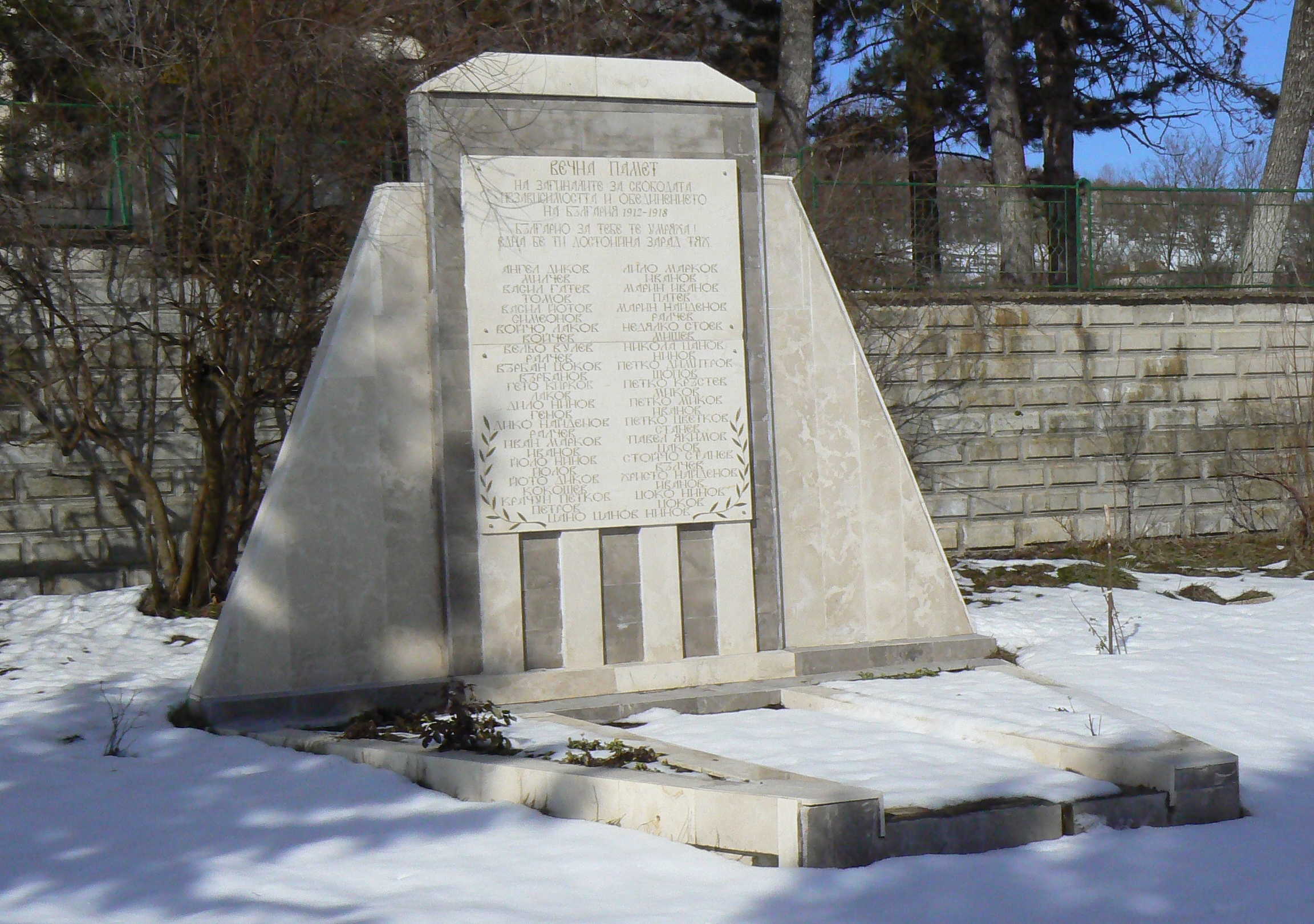
Een herdenkingsmonument